# František Vilém Sieber
František Vilém Sieber, německy Franz Wilhelm Sieber (30. května 1789, Praha – 17. prosince 1844, Praha) byl česko-rakouský botanik a cestovatel. Druh rostlin Siebera je pojmenován po něm. Jeho botanická značka je Sieber.

## Život
V letech 1802–1807 vystudoval v Praze gymnázium. Poté studoval architekturu na pražské technice (u Ludvíka Kohla) a matematiku (u F. J. Gerstnera), ale po třech letech bez valného úspěchy ze studia odešel a přešel na Karlovu univerzitu, kde studoval botaniku. V letech 1811-13 podnikl svou první velkou cestu: nejprve v létě 1811 do Alp, v prosinci téhož roku pak zamířil do Itálie, kde navštívil mj. Benátky, Bolognu, Florencii, Řím, Tivoli (Horatiova vila) i Neapol a třikrát vystoupil na horu Vesuv. Neopomněl navštívit ani stále známější vykopávky v Pompejích. V letech 1817–1819 projel Krétu, Palestinu a Egypt. Své sbírky z této cesty posílal do Prahy botaniku Johannu Emanuelu Pohlovi (1782–1834), který je uveřejňoval v časopise Hesperus, vycházejícím v Řezně; Siebera tak v následujících letech provázela pověst dobrého botanika (v Hesperu vyšlo 14 delších a na 50 kratších Sieberových zpráv). Sieberovy sbírky obsahovaly na 20 000 položek rostlin, hmyzu i minerálů.
Po návratu z Itálie v roce 1812 Sieber zpracovával své sbírky, ale podílel se také mj. na soupisu české flóry (spolu s Kašparem ze Šternberka či J. E. Pohlem). V letech 1814-15 vystudoval pražskou filosofii, kde se intenzivně zabýval hlavně studiem jazyků, zejména italštiny a řečtiny. Následně se ještě pokoušel o studia medicíny, ale brzy jich zanechal.
Podruhé se Sieber vydal na cesty v prosinci 1816, tentokrát v doprovodu jindřichohradeckého zahradníka Františka Kohouta (Wurzbach jej uvádí pod jménem Franz Kohaut). Z Terstu se přeplavili na Krétu (9. ledna 1817 přistáli v Kandii, nynějším Éraklionu) a následující téměř rok věnovali Sieber a Kohout průzkumu největšího z řeckých ostrovů. Kromě jiného vystoupali na horu Ídu (2 451 m n. m.), kde se pokusili o změření její nadmořské výšky, a také navštívili některé z antických lokalit na ostrově – např. tzv. Mínotaurův palác v Gortynu Sieber správně prohlásil za obyčejný lom na kámen. Oba badatelé pochopitelně nezapomněli ani na botaniku a pilně sbírali krétskou flóru.
Pobyt na Krétě se protáhl na jedenáct měsíců – teprve 5. prosince 1817 se oba cestovatelé nalodili a přeplavili se do egyptské Alexandrie. Odtud zamířili dále na jih a podnikli cestu proti proudu Nilu až do Théb (u nynějšího Luxoru). V dubnu 1818 už oba byli zpět v Káhiře. Další cesta pak dvojici Sieber-Kohout zavedla do Svaté země, Palestiny; z Káhiry přes Sinajský ostrov došli do Jeruzaléma (3. 7. 1818). Ve svatém městě se ubytovali ve františkánském klášteře a během měsíčního pobytu Sieber a Kohout navštívili všechna významná biblická místa, získali rozsáhlé sbírky a Sieber také pořídil mapu Svaté země.
Zpátky se oba poutníci vraceli přes Kypr do Egypta a odtud do Evropy; zpět v Terstu přistáli 8. prosince 1818. Své zážitky Sieber publikoval ve dvou cestopisech: Reise nach Insel Kreta im griechischen Archipelagus (1823, 2 sv.) a Skizze einer Reise von Kairo nach Jerusalem und wieder zurück (1823).
Po návratu z cesty do Orientu (v Praze se objevil 12. dubna 1819) se Sieber rozhodl v Praze uspořádat výstavu předmětů, které si ze svých cest přivezl: konala se v hotelu U zlatého anděla (v Celetné ulici) a návštěvníci na ní mohli vidět např. 3 egyptské mumie, 23 sarkofágů (rovněž vesměs egyptského původu), dlouhou řadu přírodnin, ale také množství "biblických" relikvií včetně kamene z Golgoty či palmových větví ze zahrady Getsemanské. Sieber doufal, že předměty rozprodá a z výtěžku zaplatí své dluhy: to se mu ale zdařilo jen zčásti, rakouská vláda odmítla jeho sbírky koupit (což ji nikdy neodpustil) a cestovatel proto musel svou kolekci prodávat po částech: jednu mumii od něj např. koupil jeho příznivec, spoluzakladatel Vlasteneckého muzea a přírodovědec Kašpar ze Šternberka, další předměty skončily v různých soukromých sbírkách. Prodej Sieber intervenoval na jaře 1820 i ve Vídni (své "zboží" oceňoval na 15 000 zlatých), ale nebylo mu to moc platné. Značnou část zbytku kolekce nakonec zakoupila Bavorská akademie věd z Mnichova, ovšem za podstatně nižší cenu (6 000 zlatých), a to na podzim 1820 – po Sieberově návratu z letní botanické cesty do Alp.
Pražská výstava ale Sieberovi nepřinesla očekávané bohatství, proto se snažil o získání financí jinými způsoby. Mimo jiné založil v Praze přírodovědný cestovatelský ústav, díky němuž se řada mladých cestovatelů dostala do různých končin světa, například Karl Zeyher do Jižní Afriky, Franz Wrba na Trinidad, Theodor Hilsenberg na Madagaskar (spolu s ním na této expedici byl i český přírodovědec Václav Bojer) či již zmíněný Franz Kohout (Kohaut) na Malé Antily, zejména na Martinique, a do Senegalu (1819-21). Další způsoby, kterými chtěl Franz Wilhelm Sieber zbohatnout, byly ještě kurióznější – například tvrdil, že si z Orientu přivedl zázračný lék proti vzteklině. Zde už patrně pozorujeme známky Sieberovy duševní choroby. Tu koneckonců prokázal i svým skandálem ze zimy 1822, když přímo na pražské ulici zastřelil (za bílého dne) jezdeckého koně. Jeho odjezd na další cesty tak byl zároveň i únikem před policejním vyšetřováním, a to i kvůli další aféře: Sieber totiž také přispíval do časopisu Isis, vydávaného profesorem z Jeny Lorenzem Okenem (Ockenfussem), zejména několika články, v nichž ostře napadal rakouskou vládu. Touto svéráznou mstou za odmítnutí svých sbírek si ovšem zajistil pouze policejní sledování.
Nicméně v roce 1822 se Franz Wilhelm Sieber vydal na svou nejdůležitější cestu – na cestu kolem světa. Prahu opustil 14. března 1822 a přes Jenu (kde navštívil Okena), Norimberk a Karlsruhe jel do Paříže a z ní po dvou týdnech pokračoval do Marseille. Tady se nalodil (22. 8. 1822) na loď Deux Nanettes, která jej převezla, pravděpodobně se zastávkou v Kapsku, na Mauricius (Weitenweber ostrov nazývá Ile-de-France), kde se zdržel 11 týdnů v lednu až dubnu 1823. Odtud se přeplavil do Austrálie (dne 1. 7. 1823 jej už můžeme zastihnout v Sydney). V Austrálii se nadšeně botanizující Sieber zdržel celých sedm měsíců, přičemž podnikl i několik výletů do oblasti Modrých hor západně od Sydney. Zpáteční cesta, kterou nastoupil v prosinci 1823, pak Siebera zavedla na palubě anglické lodi Midas severovýchodním směrem do tropické části Tichého oceánu, po krátké zastávce na Galapágách pak loď zamířila k jihovýchodu a kolem Hornského mysu se pražský rodák F. W. Sieber dostal k Mysu dobré naděje, kde přistál 4. dubna 1824. Nikde na této části cesty se ale nezastavil na delší dobu, ale několikrát se vznětlivý Sieber dostal do ostrých sporů s posádkou, většina jeho sbírek byla námořníky naházena do moře či zničena a sám cestovatel několikrát zbičován. V Kapském Městě dokonce strávil několik dní ve vězení a po návratu na lodi Berwick (v Londýně se objevil 14. září 1824) se chtěl dokonce soudit s britskou Admiralitou o způsobené škody, ale k soudu nakonec nedošlo. Zhoršující se psychické zdraví zřejmě stálo i za jeho ohlášením objevu léku na vzteklinu roku 1820, které bral málokdo vážně.
Pramenem pro trasu nejvýznamnější ze Sieberových cest je zejména Weitenweberova studie v Lotosu, Wurzbach (ač zmíněný článek cituje) ji velmi zkracuje a především zpáteční cestu prakticky vynechává. Výklad u Weitenwebera, ač s několika chybami (odjezd z Mauricia v dubnu 1822, což je samozřejmě nemožné), ale není s Wurzbachem v rozporu a umožňuje cestu pražského cestovatele bez problémů rekonstruovat a prohlásit ji za první českou cestu kolem světa.
V několika následujících letech Sieber střídá místa pobytu: v listopadu 1824 vystavil sbírky ze své cesty v Drážďanech, na jaře 1825 byl opět Praze. Rakouské úřady žádaly jeho hospitalizaci v psychiatrické léčebně, a tak v roce 1829 uprchl z Prahy do Švýcarska, díky pasu, který mu byl vystaven na cestu do Mnichova. Přesto nakonec v léčebně skončil, a to v roce 1830. Již ji nikdy neopustil. Strávil v ní posledních 14 let svého života,
Od roku 1827 byl pak první Čech, který podnikl cestu kolem světa, už více-méně stále v péči lékařů, neboť jeho šílenství postupně přerůstalo únosnou mez. Ještě v prosinci 1828 odjel do Vídně a během zimy do Curychu, kde žil více než rok. Jak napsal jeho životopisec, při svém "bloudění" na jaře 1830 Sieber podnikl cestu do Paříže a léto toho roku strávil ve francouzských Alpách, po návratu ale už byl internován (5. 12. 1830) do Zemského blázince v Praze a v péči MUDr. Nussharda pak dožíval své poslední roky. Sieber se pokoušel o psaní dramat (jedno z nich mělo rozepsáno na 70 rolí!), politických článků i filosofických úvah (zabýval se hlavně Platónem), ale už nikdo jej nebral vážně. Těžko brát vážně člověka, který o sobě prohlašuje, že je potomkem Albrechta z Valdštejna po meči...
Franz Wilhelm Sieber zemřel v Praze dne 15. prosince 1844 ve věku 55 let, dle úmrtní zprávy na "celkovou vodnatelnost". Škoda, že se jeho duševní choroba projevila tak brzy, neboť nezpracoval výsledky ze své cesty z let 1822-24, která je první bezpečně vykonanou cestou kolem světa, kterou podnikl rodák ze zemí koruny české. Vedle již zmíněných prací dále publikoval podrobný popis své egyptské cesty a několik přírodovědeckých prací, vydaných zejména na přelomu desátých a dvacátých let 19. století. Dodnes nese řada rostlinných druhů Sieberovo jméno: připomeňme např. krétské druhy Crocus sieberi nebo Scutellaria sieberi, z Austrálie pak ostřici Gahnia sieberiana nebo blahovičník Eucalyptus sieberi.

## Dílo
- Karte von Jerusalem und seiner næchsten Umgebungen, 1818.Ueber die Begründung der Radicalcur ausgebrochener Wasserscheu, 1820.
- Reise von Cairo nach Jerusalem und wieder zurück, nebst Beleuchtung einiger heiligen Orte, 1823.
- Reise nach der Insel Kreta, 1823.
- Plan von Jerusalem, 1845.